# Ramdala distrikt
Ramdala distrikt är ett distrikt i Karlskrona kommun och Blekinge län. 
Distriktet ligger öster om Karlskrona. 

## Tidigare administrativ tillhörighet
Distriktet inrättades 2016 och utgörs av socknen Ramdala i Karlskrona kommun.
Området motsvarar den omfattning Ramdala församling hade vid årsskiftet 1999/2000.